# Susana Torres
Susana Torres García (Puerto Vallarta, 9 de janeiro de 2001) é uma jogadora de voleibol de praia mexicana. 

## Carreira
Em 2019, foi campeã da etapa de Coatzacoalcos pelo circuito mexicano atuando ao lado de Danna Cortés
, atleta com a qual também fez sua estréia no Circuito Mundial, no torneio quatro estrelas de Chetumal, não ingressando no torneio principal. No mesmo certame, volta a competir em 2021, nos três eventos quatro estrelas de Cancún, ocasião que era parceria de María José Quintero, e terminaram em segundo lugar na NORCECA Continental CUP realizada em Colima.Ainda esteve com Atenas Gutiérrez no torneio quatro estrelas de Itapema, pelo Circuito Mundial e finalizaram em trigésimo terceiro lugar.
Em 2023, disputou o Challenge de La Paz (México) ao lado de Ivanna Rivera e a edição do Campeonato Mundial nas cidades de Tlaxcala de Xicohténcatl, Apizaco e Huamantla, terminaram na trigésima sétima colocação.Formou dupla com Esperanza Albarrán e conquistaram o bronze na etapa de Aguascalientes pelo circuito NORCECA, na mesma competição, esteve com Atenas Gutiérrez na conquista da medalha de prata na etapa de Varadero

## Títulos e resultados
- Etapa de Varadero do Circuito NORCECA de 2023
- Etapa de Aguascalientes do Circuito NORCECA de 2023
- Etapa de Coatzacoalcos do Circuito Mexicano de 2019